# Betina Vogelsang
Betina Vogelsang (*  1963) ist eine deutsche Filmeditorin aus Hamburg.
Betina Vogelsang studierte zunächst freie Kunst in Bremen. Nach einem Schnitt-Volontariat wurde sie für zwei Jahre beim NDR fest angestellt. Sie ist seit 1994 als freie Editorin tätig.

## Filmografie (Auswahl)
- 2000: Jetzt oder nie – Zeit ist Geld
- 2005: Sommer mit Hausfreund
- 2006–2007: Stadt, Land, Mord! (Fernsehserie, 6 Folgen)
- 2008: Knut und seine Freunde (Dokumentarfilm)
- 2008: Zoogeflüster – Komm mir nicht ins Gehege!
- 2010: Kommissar LaBréa – Mord in der Rue St. Lazare
- 2011: Biss zur großen Pause – Das Highschool Vampir Grusical
- 2011: Weihnachten … ohne mich, mein Schatz!
- 2012: Wir haben gar kein Auto
- 2012: Dora Heldt: Bei Hitze ist es wenigstens nicht kalt
- 2012: Heiratsschwindler küsst man nicht
- 2013: Dora Heldt: Ausgeliebt
- 2014: Dora Heldt: Unzertrennlich
- 2014: Dora Heldt: Herzlichen Glückwunsch, Sie haben gewonnen!
- 2020: Um Himmels Willen (Fernsehserie, 2 Folgen)
- 2015–2023: Die Bergretter (Fernsehserie, 19 Folgen)